# THEA Award
Der THEA Award ist ein bedeutender Preis der angloamerikanischen Unterhaltungsindustrie. Er wird seit 1994 von der Non-Profit-Organisation Themed Entertainment Association (TEA) mit Hauptsitz in Burbank, Kalifornien, für besondere Leistungen in den Bereichen Entwicklung, Konzeption und Ausführung von Freizeit- Themen- und Vergnügungsparks, Museen, Restaurants, Shows, Casinos und anderen Freizeitbereichen verliehen.

## Die Gewinner

### 1994
| Kategorie  | Preisträger           |
| ---------- | --------------------- |
| Lebenswerk | Harrison „Buzz“ Price |

### 1995
| Kategorie  | Preisträger |
| ---------- | ----------- |
| Lebenswerk | Marty Sklar |

### 1996
| Kategorie                         | Preisträger |
| --------------------------------- | --- |
| Aquarium & Zoo                    | - Ocean Base Atlantic, New Jersey State Aquarium - Wild Arctic, Sea World Florida |
| Attraktionen                      | - Honey, I Shrunk the Audience, Epcot (Walt Disney World Resort) - Indiana Jones Adventure: The Temple of the Forbidden Eye, Disneyland Resort - Mystery Lodge, Knott’s Berry Farm - Space Mountain: Von der Erde zum Mond, Disneyland Resort Paris |
| Besondere Persönlichkeit          | Marty Sklar |
| Live-Show                         | Waterworld - A Live Sea War Spectacular, Universal Studios Hollywood |
| Spektakulär                       | Fremont Street Experience, Las Vegas |
| Thematisch gestaltetes Restaurant | Rainforest Café, Schaumburg (Illinois) |

### 1997
| Kategorie                                       | Gewinner |
| ----------------------------------------------- | --- |
| Attraktionen                                    | - Villa Volta, De Efteling - Terminator 2: 3D Battle Across Time, Universal Orlando Resort                         |
| Besucherzentren                                 | - Daytona International Speedway, Daytona Beach (Florida) - Apollo/Saturn V Center, Kennedy Space Center (Florida) |
| Exzellente Leistung mit einem begrenzten Budget | - Rock'n Robin – Cinema World, Kamakura City (Japan) - Dark Castle – Fantasy Pointe, Nasu Highlands (Japan)        |
| Lebenswerk                                      | Don Iwerks |
| Spektakulär                                     | The Intergalactic Circus Spectacular, Lotte World, Seoul (Korea)                                                   |
| THEA Classic Award                              | Pirates of the Caribbean, Disneyland Resort (Kalifornien)                                                          |
| Thematisch gestalteter Einkaufsladen            | - Warner Bros. Studio Store Expansion, New York City - Niketown New York, New York City                            |
| Thematisch gestaltetes Restaurant               | Caesars Magical Empire, Caesars Palace (Florida)                                                                   |

### 1998
| Kategorie                                                                            | Gewinner                                                                   |
| ------------------------------------------------------------------------------------ | -------------------------------------------------------------------------- |
| Attraktion                                                                           | Star Trek: The Experience, Las Vegas Hilton                                |
| Aquarium                                                                             | Ripley's Aquarium, Myrtle Beach (South Carolina)                           |
| Kasino                                                                               | Space Quest Casino, Las Vegas Hilton                                       |
| Kasino/Hotel                                                                         | New York-New York Hotel and Casino, Las Vegas (Nevada)                     |
| Exzellente Leistung mit einem begrenzten Budget – Kasino                             | Adventure Slots                                                            |
| Exzellentes Leistung mit einem begrenzten Budget – Thematisch gestaltetes Restaurant | Encounter at LAX, Los Angeles International Airport                        |
| Exzellentes Leistung mit einem begrenzten Budget – Mobile Attraktion                 | UFO Encounters                                                             |
| Familienunterhaltungs-Zentrum                                                        | Coney Island Emporium, im New York-New York Casino, Las Vegas (Nevada)     |
| Lebenswerk                                                                           | John Hench                                                                 |
| Live-Show                                                                            | Masquerade Show in the Sky, Rio Suite Hotel and Casino, Las Vegas (Nevada) |
| Museum                                                                               | Royal Armouries Museum, Leeds (Großbritannien)                             |
| Spektakuläres Event                                                                  | The Power of Houston                                                       |
| THEA Classic Award                                                                   | Calico Mine Ride, Knott’s Berry Farm                                       |

### 1999
| Kategorie                                                     | Gewinner                                                                                    |
| ------------------------------------------------------------- | ------------------------------------------------------------------------------------------- |
| Attraktion                                                    | It's Tough To Be A Bug, Disney’s Animal Kingdom und Journey to Atlantis, SeaWorld Orlando   |
| Entertainment-Zentrum                                         | Disney Quest, Lake Buena Vista                                                              |
| Einzelhandel-Erlebnis                                         | American Girl Place in Chicago und Viejas Outlet Center / Legend of Nightfire Fountain Show |
| Exzellentes Leistung mit einem begrenzten Budget – Attraktion | M&M's Academy, Las Vegas und Hotel Gasten, Liseberg                                         |
| Lebenswerk                                                    | Bob Gurr                                                                                    |
| Live-Show                                                     | „O“ - Cirque du Soleil, Las Vegas                                                           |
| Restaurant                                                    | Cafe Odyssey, Mall of America                                                               |
| Spektakuläres Live-Event                                      | Acquamatric Show auf der Expo 98 in Lissabon                                                |
| Technischer Durchbruch                                        | DVP Server Pro                                                                              |
| Themenpark                                                    | Disney’s Animal Kingdom                                                                     |
| Tourende Attraktion                                           | Titanic Official Movie Tour und Robot Zoo aus Toronto                                       |
| THEA Classic Award                                            | The Haunted Mansion, Disneyland                                                             |